# Šuan (dinastija Han)
Šuan (kitajsko 漢宣帝), rojen kot Liu Bingji (kitajsko 劉病已), je bil deseti cesar dinastije Han, ki je vladal v letih 74 do 48 pr. n. št., * 91 pr. n. št., † 10. januar 48 pr. n. št.
Bil je eden od samo štirih cesarjev Zahodnega Hana, ki so dobili tempeljsko ime. Drugi trije so bili Gaodzu, Ven in Vu. Med njegovo vladavino je dinastija Han gospodarsko uspevala in postala  regionalna vojaška velesila. Po mnenju mnogih je pomenila vrh   celotne zgodovine Hana. Po smrti leta 48 pr. n. št. ga je nasledil njegov sin, cesar Juan. 
Življenjska zgodba cesarja Šuana je bila zgodba od bogastva do bede in ponovnega bogastva. Rodil se je kot princ in pravnuk cesarja Vuja. Njegov ded Liu Džu, sin cesarja Vuja in cesarice Vej ter prestolonaslednik cesarstva Han, je bil leta 91 pr. n. št. obtožen čarovništva proti cesarju Vuju in je po vsiljenem neuspelem uporu storil samomor. V tem uporu je umrl tudi Šuanov oče Liu Džin s celo preostalo  družino. Cesar Šuan je bil takrat mesec dni star dojenček in je preživel samo zaradi sočutnega upravnika zapora Bing Džija. Šuan je bil  po splošni amnestiji cesarja Vuja leta 87 pr. n. št. osvobojen in je svojo mladost preživel kot preprost državljan Liu Bingji. Po kratki 27-dnevni vladavini Liu Heja leta 74 pr. n. št. je Šuanov daljni sorodnik Huo Guang izbral 17-letnega Liuja Bingjija za njegovega naslednika. 
Zgodovinarji imajo cesarja Šuana za delavnega in briljantnega vladarja. Ker je odraščal med meščani, je dobro razumel njihovo trpljenje. Znižal je davke, liberaliziral vlado in vanjo vključil sposobne ministre. Veliko časa je posvečal pravnim primerom svojih podložnikov. Bil je odprt za predloge in dober sodnik, ki je svojo moč utrdil z odstranitvijo pokvarjenih uradnikov, vključno z družino Huo, ki je imela po smrti cesarja Vuja in do smrti Huo Ganga veliko moč. Usmrtitev celotnega klana Huo je kasneje povzročila hude kritike zgodovinarjev, na primer Sima Guanga v njegovem Dzidži tongdžjanu, ker je bil "nehvaležen" do pokojnega Huo Guanga. 

## Življenje

### Smrt staršev in aretacija
Liu Bingji je bil rojen leta 91 pr. n. št. kot sin prestolonaslednika Liu Džina in njegove soproge Vang. 
Istega leta so zarotniki obtožili Liu Džina uporabe čarovništva proti cesarju Vuju. Liu Džin se je temu uprl in bil premagan in prisiljen storiti samomor. Z njim sta umrla tudi dva Bingjijeva strica, za katera ni jasno, ali sta storila samomor ali so ju ubili. Samomor je storila tudi Bingjijeva prababica cesarica Vej. Usmrčenih je bilo tudi več drugih sorodnikov. 
Iz razlogov, ki niso jasni, je bilo dojenčku Bingjiju prizaneseno, vendar so ga zaprli v zapor, ki ga je nadzorovalo ministrstvo za vazalne zadeve. Upravniku zapora Bing Džiju, ki je vedel, da je bil princ Ju nedolžen, se je otrok smilil. Izbral je prijazni jetnici Hu Dzu in Guo Džengčing, da služita kot njegovi dojilji in skrbnici. Upravnik ga je vsak dan obiskal. 

### Otroštvo
Proti koncu vladavine cesarja Vuja so čarovniki trdili, da se iz zapora v Čanganu pojavlja avra cesarja. Cesar Vu se je tega ustrašil in ukazal, da morajo biti vsi zaporniki, ne glede na resnost obtožb, usmrčeni. Upravnik zapora Bing Dži se je odloku uprl in izjavil, da nihče, ki ni bil obsojen na smrtno kazen, ne sme biti usmrčen, še posebej ne cesarjev pravnuk. Glavni evnuh, ki je odlok izdal, je proti Bingu vložil obtožbo, cesar Vu pa je takrat že spoznal, da je naredil napako in razglasil splošno pomilostitev. Preživeli so samo  zaporniki v Bingovem zaporu. 
Bing je zaradi tega incidenta dobil občutek, da ni primerno, da mladi Bingji ostane v zaporu, zato je enemu od svojih poročnikov ukazal, naj Bingjija in Hu Dzu, Guo Džengčing je do takrat morda že umrla, premesti v mestno upravo Čangana. Mestna vlada ni hotela prevzeti odgovornosti za njuno nastanitev in oba sta ostala v zaporu. Po koncu Hujine kazni je Bing iz lastnega žepa plačeval Hu, da je še nekaj mesecev služila kot dojilja. Za Bingjija je skrbel tudi po njenem odhodu. Ko je Bingji nekoliko odrasel, je Bing izvedel, da sta mati soproge Ši Džendžun in njen brat Ši Gong preživela pomor družine, in je Bingjija preselil v Šijevo rezidenco. Vzgajala ga je gospa Džendžjun. 
Nekaj let pozneje je Bingjijev praded cesar Džao izvedel, da je Bingji živ, in ukazal, naj skrb zanj prevzame ministrstvo za zadeve cesarskega klana. 

### Mladost in poroka
Okoli leta 76 pr. n. št. se je Bingji poročil s  Pingdžun na slovesnosti, ki jo je v celoti plačal glavni evnuh Džang, ker si Bingji tega ni mogel privoščiti. Džang je  plačal tudi kupnino za nevesto. Po poroki je bil odvisen  od družine svoje žene in družine svoje stare matere. Najel je učitelja, ki ga je poučeval konfucijanske klasike. Bil je vzoren učenec in imel  močan čut za socialno pravičnost. Kot najstnik je imel veliko prijateljev iz vseh družbenih slojev in je lahko videl tudi  temne plati družbe in trpljenje ljudi zaradi skorumpiranih uradnikov. Občasno so ga poklicali k cesarju Džeu. Pingdžun je rodila sina Liu Šija, kasneje cesarja Juana. 

## Vladanje

### Vzpon na prestol
Potem ko je cesar Džao leta 74 pr. n. št. umrl v starosti 20 let, je regent Huo Guang prestol sprva ponudil princu Heju iz Čangjija. Kmalu se je izkazalo, da He ni primeren za cesarja, in so ga odstavili.  Huo med knezi ni našel primernega naslednika in se je po neznanih zakulisnih spletkah odločil ponuditi prestol takrat sedemnajstletnemu Bingjiju. Ponudbo potrdila Huojeva vnukinja, cesarica vdova Šangguan. Da bi se izognili zapletom, ker  bi prestol zasedel preprost podložnik, ga je cesarica vdova imenovala za markiza Jangvuja in mu še isti dan ponudila cesarski pečat in prestol. Bingji je oboje sprejel.

### Zgodnja vladavina
Bingji je vladal kot cesar Šuan. Vse pomembne zadeve države in vojske še vedno vodil Huo, ki je sprva ponudil svoj odstop. Šuan je še isto leto obnovil posmrtne nazive svojim starim staršem in staršem in jih ponovno častno pokopal. Leta 67 pr. n. št. je končno našel tudi svojo staro mater po materini strani in njeno družino. Vse je bogato obdaroval in strice imenoval za markize. 
Poročil se je s Huo Guangovo hčerko, ki je postala cesarica Šu. Leta 71 pr. n. št. je rodila in kmalu po porodu umrla, ker jo je zastrupila podkupljena zdravnica. Zdravnico so po njeni smrti aretirali, a so jo zaradi vpletenosti žene glavnega evnuha osvobodili. 
Istega leta je prišlo do velike bitke s Šiungnuji ki so stalno vpadali v  srednjeazijsko kraljestvo Vusun. Šiungnuje je istočasno, a brez večjega uspeha, napadlo pet kitajskih generalov. Oslabljene Šiungnuje je nato napadla in porazila vojska Vusuna. Vdori Šiungnujev v Han so zaradi stalnih napadov nanje s severa in zahoda prenehali. 
Zgodnja vladavina cesarja Xuana je bila splošno znana po njegovi pripravljenosti na inovacije, podpiranju uradnikov, ki so bili popustljivi do ljudi, in poslušanje nasvetov.

### Uničenje klana Huo
Leta 68 pr. n. št. je Huo Guang umrl. Najmočnejša cesarjeva svetovalca sta postala Džang Anši in Vej Šjang. Cesar si je vzel veliko več pooblastil, kot jih je imel pred Huo Gangovo smrtjo. Pozneje je postal ključni uradnik tudi Bing Dži, na ključnih položajih pa so ostali Huo Gangovi  vnuki in zeti. 
Leta 67 pr. n. št. je cesar Šuan za prestolonaslednika imenoval princa Šija, sina pokojne cesarice Šu, njenega očeta Šu Guanghana pa za markiza Pingena. Huo Guangova vdova s tem ni bila zadovoljna, ker je njen vnuk izgubil status prestolonaslednika, in je hčerki naročila, naj prestolonaslednika ubije. Približno v tem času je cesar slišal govorice, da je klan Huo umoril cesarico Šu, kar ga je spodbudilo, da je začel Huojem odvzemati moč in jim podeljevati impresivne nazive. 
Leta 66 pr. n. št. so govorice, da je klan Huo umoril cesarico Šu, postale bolj glasne in gospa Šjan je svojemu sinu in vnukoma končno razkrila, da je res umorila cesarico Šu. V strahu pred posledicami so skovali načrt za odstavitev cesarja. Zarota je bila odkrita in cesar Šuan je ukazal usmrtiti celoten klan Huo. Dejanje je pozneje pritegnilo hude kritike zgodovinarjev zaradi cesarjeve nehvaležnosti do Huo Guanga.  Cesarice Huo niso usmrtili, a je dvanajst let kasneje v izgnanstvu naredila samomor. 

### Srednja vladavina
V srednji fazi njegove vladavine je bila državna uprava še naprej znana po promoviranju poštenih uradnikov. Zaznamovala sta jo tudi krepitev odnosov z vazalnimi kraljestvi in poskusi pomiritve s sprtimi plemeni. Cesar je tudi opustil iskanje nesmrtnosti, ki jo je zaman iskal njegov praded cesar Vu in mnogo cesarjev pred njim.  
Leta 64 pr. n. št. je razmišljal o imenovanju nove cesarice. Med tremi najljubšimi soprogami Hua, Džang in Vej se je najbolj nagibal k soprogi Džang, materi princa Liu Čina. Ker se je bal, da bodo princa ponovno poskušali umoriti, se je odloćil za gospo Vang, ki ni bila ena njegovih najljubših soprog, vendar ni mela svojih otrok in je za princa skrbela kot za lastnega sina.  
Leta 63 pr. n. št. je spoznal, kako velike zasluge so imeli Bing in nekaj drugih za njegovo vzgojo v otroštvu. Odločil se je, da se jim bo oddolžil, zato je Binga in nekaj drugih povzdignil v markize. Njegovi dojilji Hu in Guo sta do takrat že umrli, a je poiskal njune potomce in jih nagradil. 

### Pozna vladavina in smrt
V svoji pozni vladavini je Šuan začel živeti zmerno razkošno, vendar še vedno varčno, in bil manj vesten pri vodenju države in preverjanju lažnih prijav uradnih oseb.  Na splošno je še vedno skrbel za ljudstvo in ni bil pripravljen za vojaške akcije, če to ni bilo potrebno. 
Njegov trud je bil poplačan. Po letu 56 pr. n. št. je bil Šiungnu razdeljen na tri ločene režime, ki so jim vladali čanjuji Rundžen, Huhanje in Džidži, in vsi trije so si prizadevali za mir s Hanom.  Han je uspel zmanjšati svojo vojsko za petino, kar je ustrezno zmanjšalo bremena za davkoplačevalce. Leta 54 pr. n. št. je čanju Rundžen premagal in ubil čanjuja Džidžija in poskušal premagati tudi Huhanjeja, da bi znova združil Šiungnuje. Kot odgovor je čanju Huhanje leta 53 pr. n. št. zaprosil Han, da postane njegov vazal. Po letu 49 pr. n. št. je Huhanje s pomočjo Hana postal dovolj močan, da je prisilil Džidžija na umik proti zahodu. 
Leta 53 pr. n. št. je Šuan, razočaran nad prevelikim zanašanjem prestolonaslednika Šija na konfucijanske uradnike in pomanjkanjem odločnosti, razmišljal, da bi ga na mestu prestolonaslednika zamenjal s princem Huajjangom, vendar tega ni storil, ker se je bal, da bodo Huajjanga umorili. 
Leta 51 pr. n. št. je v spomin na uradnike, ki so bili ključnega pomena za njegov uspeh, ukazal naslikati njihove portrete in jih razstaviti v galeriji cesarske palače. V tem času je dinastija Zahodni Han obsegala največje ozemlje v svoji zgodovini, večje celo od tistega med vladavino cesarja Vuja. 
Cesar Šuan je umrl leta 49 pr. n. št. Nasledil ga je prestolonaslednik Ši, kot cesar Juan. Šuanova grobnica Duling se nahaja približno 15 km jugovzhodno od mesta Šjan.

## Kultura
Šuanov dvor je bil nekakšno literarno središče, kar se je razširilo tudi na cesarske love. Slednji so se spremenil v nekakšno pesniško tekmovanje pesnikov iz njegovega spremstva. Med pomembnimi književniki na njegovem dvoru sta bila Vang Bao in Liu Šjang.

## Družina
Soproge in otroci:
- cesarica Šu Pingdžun iz klana Šu (恭哀皇后 許氏; 89–71 pr. n. št.)
  - Liu Ši, cesar Juan (孝元皇帝 劉奭; 75–33 pr. n. št.), prvi sin
- cesarica Huo Čengdžun  iz klana Huo (皇后 霍氏; 87–54 pr. n. št.)
- cesarica Šjaošjan iz klana Vang (孝宣皇后 王氏; u. 16 pr. n. št.)
- džjeju klana Džang (婕妤 張氏)
  - Liu Čin, princ Huajjanga (淮陽憲王 劉欽; u. 28 pr. n. št.), drugi sin
- džjeju klana Vej (婕妤 衛氏)
  - Liu Šjao, princ Čuja (楚孝王 劉囂; u. 25 pr. n. št.), tretji sin
- džjeju klana Gongsun (婕妤 公孫氏)
  - Liu Ju, princ Dongpinga (東平思王 劉宇; u. 20 pr. n. št.), četrti sin
- džjeju klana Rong (婕妤 戎氏)
  - Liu Džing, princ Džonšana (中山哀王 劉竟; u. 35 pr. n. št.), peti sin
- džjeju klana Hua (婕妤 華氏)
  - princesa Guantao (館陶公主; r. 71 pr. n. št.), prva hči
    - poročena z Ju Jongom, markizom Šipinga (於永; u. 20 pr. n. št.)
- neznan otrok
  - princesa Džingvu (敬武公主; u. 3 pr. n. št.)
    - poročena z Džang LInom, markizom Fupinga (張臨; u. 33 pr. n. št.)
    - poročena z Džao Činom, markizom Linpinga (趙欽; u. 23 pr. n. št.)
    - poročena s Šue Šuanom, markizom Gaojanga (薛宣)

## Predniki
|  |                                       |  |  |  |  |  |  |  |  |  |  |  |  |  |  |  |
|  | Cesar Džing (188–141 pr. n. št.)      |  |  |  |  |  |  |  |  |  |  |  |  |  |  |  |
|  |                                       |  |  |  |  |  |  |  |  |  |  |  |  |  |  |  |
|  |                                       |  |  |  |  |  |  |  |  |  |  |  |  |  |  |  |
|  | Cesar Vu (157–87 pr. n. št.)          |  |  |  |  |  |  |  |  |  |  |  |  |  |  |  |
|  |                                       |  |  |  |  |  |  |  |  |  |  |  |  |  |  |  |
|  |                                       |  |  |  |  |  |  |  |  |  |  |  |  |  |  |  |
|  | Cesarica Vang Dži (u. 126 pr. n. št.) |  |  |  |  |  |  |  |  |  |  |  |  |  |  |  |
|  |                                       |  |  |  |  |  |  |  |  |  |  |  |  |  |  |  |
|  |                                       |  |  |  |  |  |  |  |  |  |  |  |  |  |  |  |
|  | Liu Ju (128–91 pr. n. št.)            |  |  |  |  |  |  |  |  |  |  |  |  |  |  |  |
|  |                                       |  |  |  |  |  |  |  |  |  |  |  |  |  |  |  |
|  |                                       |  |  |  |  |  |  |  |  |  |  |  |  |  |  |  |
|  | Cesarica Šjaovusi (u. 91 pr. n. št.)  |  |  |  |  |  |  |  |  |  |  |  |  |  |  |  |
|  |                                       |  |  |  |  |  |  |  |  |  |  |  |  |  |  |  |
|  |                                       |  |  |  |  |  |  |  |  |  |  |  |  |  |  |  |
|  | Liu Džin (113–91 pr. n. št.)          |  |  |  |  |  |  |  |  |  |  |  |  |  |  |  |
|  |                                       |  |  |  |  |  |  |  |  |  |  |  |  |  |  |  |
|  |                                       |  |  |  |  |  |  |  |  |  |  |  |  |  |  |  |
|  | Cesarica Li (u. 91 pr. n. št.)        |  |  |  |  |  |  |  |  |  |  |  |  |  |  |  |
|  |                                       |  |  |  |  |  |  |  |  |  |  |  |  |  |  |  |
|  |                                       |  |  |  |  |  |  |  |  |  |  |  |  |  |  |  |
|  | Džen Džun                             |  |  |  |  |  |  |  |  |  |  |  |  |  |  |  |
|  |                                       |  |  |  |  |  |  |  |  |  |  |  |  |  |  |  |
|  |                                       |  |  |  |  |  |  |  |  |  |  |  |  |  |  |  |
|  | Cesar Šuan (91–48 pr. n. št.)         |  |  |  |  |  |  |  |  |  |  |  |  |  |  |  |
|  |                                       |  |  |  |  |  |  |  |  |  |  |  |  |  |  |  |
|  |                                       |  |  |  |  |  |  |  |  |  |  |  |  |  |  |  |
|  | Vang Naiši (u. 70 pr. n. št.)         |  |  |  |  |  |  |  |  |  |  |  |  |  |  |  |
|  |                                       |  |  |  |  |  |  |  |  |  |  |  |  |  |  |  |
|  |                                       |  |  |  |  |  |  |  |  |  |  |  |  |  |  |  |
|  | Cesarica Dao (u. 91 pr. n. št.)       |  |  |  |  |  |  |  |  |  |  |  |  |  |  |  |
|  |                                       |  |  |  |  |  |  |  |  |  |  |  |  |  |  |  |
|  |                                       |  |  |  |  |  |  |  |  |  |  |  |  |  |  |  |